# Bocconia gracilis
Bocconia gracilis là một loài thực vật có hoa trong họ Anh túc. Loài này được Hutch. mô tả khoa học đầu tiên năm 1920.